# Mimene
Mimene là một chi bướm ngày thuộc họ Bướm nâu.

## Các loài
- Mimene albiclavata (Butler, 1882)
- Mimene albidiscus (Joicey & Talbot, 1917)
- Mimene atropatene (Fruhstorfer, 1911)
- Mimene basalis (Rothschild, 1916)
- Mimene biakensis Joicey & Talbot, 1917
- Mimene caesar Evans, 1935
- Mimene celia Evans, 1935
- Mimene celiaba Parsons, 1986
- Mimene cyanea (Evans, 1928)
- Mimene kolbei (Ribbe, 1899)
- Mimene lysima (Swinhoe, 1905)
- Mimene melie (de Nicéville, 1895)
- Mimene milnea Evans, 1935
- Mimene miltias (Kirsch, 1877)
- Mimene orida (Boisduval, 1832)
- Mimene ozada Parsons, 1986
- Mimene sariba Evans, 1935
- Mimene saribana Parsons, 1986
- Mimene toxopei de Jong, 2008
- Mimene waigeuensis Joicey & Talbot, 1917
- Mimene wandammanensis Joicey & Talbot, 1917
- Mimene wara Parsons, 1986